# Lee Ju-ho
Lee Ju-ho (coreano: 이주호; Daegu, 17 de febrero de 1961) es un economista y político surcoreano que se desempeñó como primer ministro interino de Corea del Sur desde el 2 de mayo al 3 de julio de 2025, también fue presidente interino de Corea del Sur desde el 2 de mayo al 4 de junio de 2025, simultáneamente ejerce como segundo vice primer ministro y ministro de Educación desde el 7 de noviembre de 2022, siendo nombrado por el entonces presidente Yoon Suk-yeol.
Fue profesor de la Escuela de Políticas Públicas y Gestión del KDI. A partir del 1 de mayo de 2025, tras la destitución del presidente Yoon Suk-yeol, la dimisión del primer ministro Han Duck-soo y la posterior dimisión del ministro de Economía Choi Sang-mok, por tanto, Lee es el presidente interino de Corea del Sur, primer ministro interino, vice primer ministro y ministro de Educación de manera simultánea.

## Primeros años de vida
Lee Joo-ho nació en Daegu en 1961. Se graduó del Departamento de Economía Internacional de la Universidad Nacional de Seúl y obtuvo un doctorado en economía de la Universidad de Cornell.
Lee tiene tres títulos en economía: una licenciatura y una maestría de la Universidad Nacional de Seúl y un doctorado de la Universidad de Cornell.

## Carrera
Se desempeñó como profesor del Instituto de Desarrollo de Corea antes de ingresar a la 17.ª Asamblea Nacional como representante proporcional en 2004. En enero de 2009, se desempeñó como Primer Viceministro de Educación, Ciencia y Tecnología en el gobierno de Lee Myung-bak, y como ministro en 2010, cargo que ocupó hasta 2013. Fue nombrado ministro una vez más en 2022 en el gobierno de Yoon Suk-yeol.
Como ministro, Lee supervisó varios cambios clave en la educación. Estableció el programa escolar Neulbom, que brindaba cuidado gratuito después de la escuela a estudiantes jóvenes de primaria, y supervisó los esfuerzos para aumentar la matrícula de la escuela de medicina en 2.000 plazas, que finalmente fracasaron. También abogó por el uso de libros de texto digitales, en particular los libros de texto basados en inteligencia artificial introducidos este año escolar.
El 2 de mayo de 2025, Lee ascendió a la presidencia y al cargo de primer ministro.
Como presidente interino, Lee ordenó a los militares elevar su postura de preparación al "más alto nivel" y pidió preparativos meticulosos para garantizar la celebración "ordenada" y "justa" de las elecciones presidenciales del 3 de junio. Lee también ordenó al ministro de Defensa interino, Kim Seon-ho, supervisar exhaustivamente la vigilancia y preparación militar y elevar la postura de preparación militar del país al nivel más alto, para poder responder "rápida y severamente" a todo tipo de provocaciones, y ordenó a todos los funcionarios públicos mantener una estricta disciplina en su trabajo y neutralidad política antes de las elecciones presidenciales.